# Papieska Komisja ds. Ochrony Małoletnich
Papieska Komisja ds. Ochrony Małoletnich PCPM (wł. Pontificia Commissione per la Tutela dei Minori; ang. Pontificial Commission for the Protection of Minors; pot. Tutela Minorum) – wchodzi w skład Kurii
Rzymskiej jako organ działający przy
Stolicy Apostolskiej. Ustanowiony 22 marca 2014 przez papieża Franciszka, będący od 5 czerwca 2022 częścią Dykasterii Nauki Wiary.

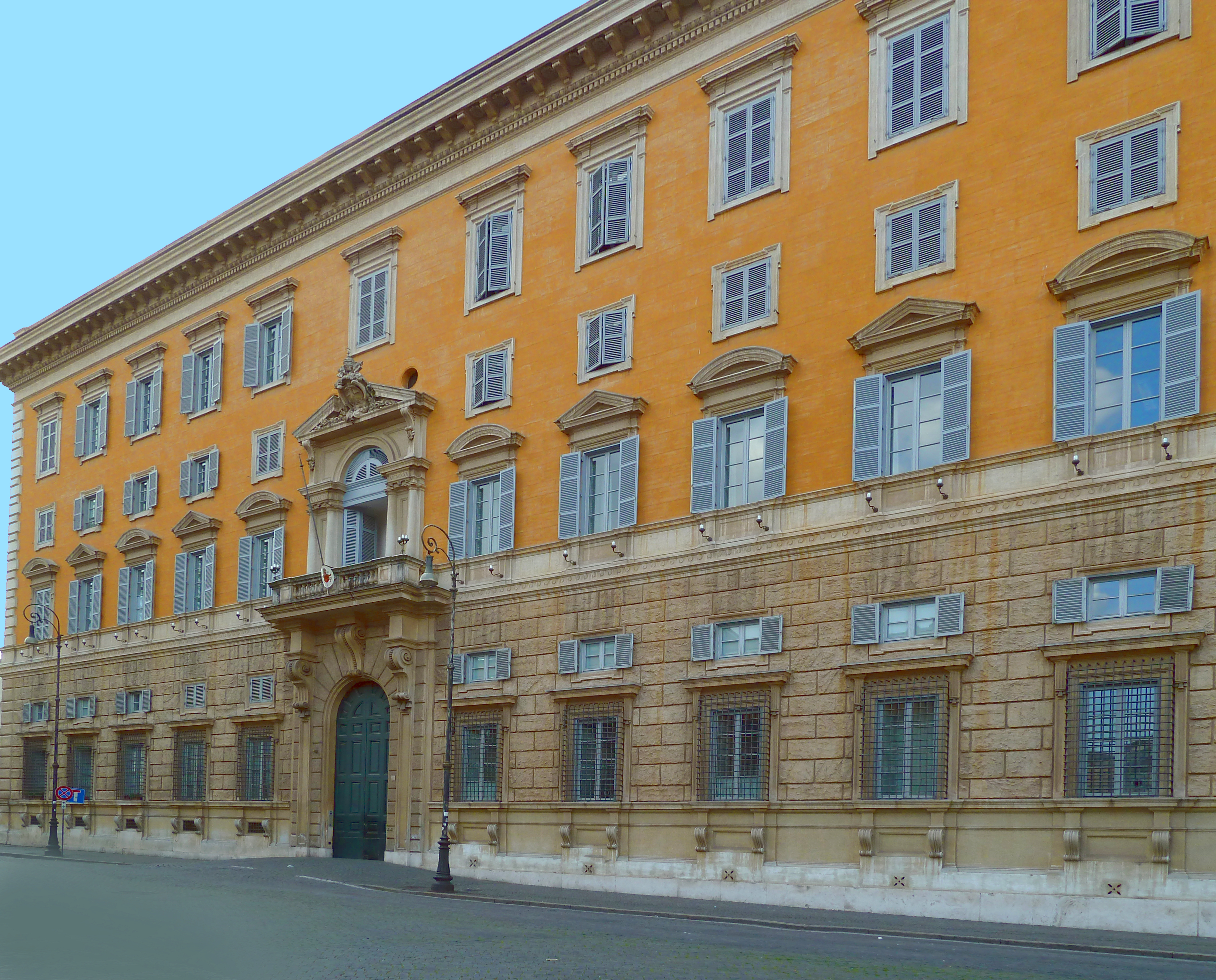
Budynek Dykasterii Nauki Wiary, której Papieska Komisja ds. Ochrony Małoletnich jest częścią

## Obecny zarząd komisji
- Przewodniczący: abp Thibault Verny[1] (od 5 VII 2025)
- Sekretarz: bp Luis Manuel Alí Herrera[2] (od 15 III 2024)
- Podsekretarz: dr Teresa Morris Kettelkamp (od 15 III 2024)

## Cele działalności
Zgodnie z art. 78. konstytucji apostolskiej Praedicate Evangelium reformującej Kurię Rzymską celem Papieskiej Komisji do spraw Ochrony Małoletnich jest udzielanie Biskupowi Rzymskiemu rad i wskazówek, a także proponowanie najwłaściwszych inicjatyw na rzecz ochrony nieletnich i osób bezradnych. Powstanie Komisji jest konsekwencją ujawnienia przypadków wykorzystywania seksualnego nieletnich w Kościele katolickim, potrzebą rozliczenia takich przypadków i skutecznym ich zwalczaniu. 
Komisja wspiera biskupów łacińskich i eparchów wschodnich, a także przełożonych zakonów męskich, żeńskich i stowarzyszeń życia apostolskiego (jak również ich konferencji i innych struktur organizacyjnych) w opracowaniu procedur i strategii w przypadku ujawnienia nadużyć seksualnych, zarówno na podstawie prawa kanonicznego, jak i cywilnego, a także w zapewnieniu ochrony małoletnim i bezbronnym dorosłym przed nadużyciami seksualnymi.

## Organizacja
Komisję ds. Ochrony Małoletnich powołał 22 marca 2014 papież Franciszek. Początkowo niezależny organ Kurii Rzymskiej został 5 czerwca 2022 usytuowany przez papieża w strukturach Dykasterii Nauki Wiary. Zachował jednak swoją odrębność przez własny status, kierownictwo, personel oraz przez bezpośredni dostęp do papieża. 
Przewodniczący, sekretarz i członkowie Komisji mianowani są przez papieża na okres pięciu lat.
W latach 2014–2022 członkiem Papieskiej Komisji ds. Ochrony Małoletnich była Hanna Suchocka, natomiast w czerwcu 2022 nominację na członka otrzymała Ewa Kusz.

## Działalność
Od początku powołania w 2014 Papieska Komisja ds. Ochrony Małoletnich rozpoczęła swoje prace.
W 2015 Komisja przeanalizowała luki w istniejących politykach i normach oraz pracowała nad stworzeniem szablonu wytycznych dla polityk bezpieczeństwa. W czerwcu 2015, w celu przyspieszenia procesów, papież Franciszek wydał reskrypt w sprawie ustanowienia nowego organu sądowego w ramach Kongregacji Nauki Wiary, w celu rozpatrywania odwołań dotyczących cięższych przestępstw (delicta graviora) duchownych, w tym przypadków wykorzystywania nieletnich przez duchownych. 
W 2016 Komisja zaproponowała ustanowienie dnia modlitw za osoby, które doświadczyły wykorzystania. Na podstawie tej propozycji papież Franciszek poprosił krajowe konferencje biskupów, aby wybrały odpowiedni dzień, w którym będą modlić się za osoby, które przeżyły i ofiary nadużyć seksualnych, ich rodziny i społeczności.
W tym samym roku, na podstawie propozycji Komisji papież opublikował motu proprio Come Una Madre Amorevole (Jako kochająca Matka) doprecyzowujący Kodeks Prawa Kanonicznego w zakresie motywów usuwania biskupów z urzędu.
Również w 2016 Papieska Komisja została poproszona o poprowadzenie formacji w zakresie bezpieczeństwa w ramach corocznych kursów formacyjnych dla nowych biskupów.
W 2017 Papież Franciszek zachęcił członków PCPM do nawiązania współpracy z innymi grupami wyznaniowymi i organizacjami społeczeństwa obywatelskiego działającymi na rzecz ochrony dzieci i bezbronnych dorosłych. Członkowie Komisji wzięli udział w Globalnym Forum Edukacji i Umiejętności w Zjednoczonych Emiratach Arabskich, a w grudniu 2017 papież wygłosił przemówienie na Kongresie Godności Dziecka w Cyfrowym Świecie w Rzymie, gdzie Stolica Apostolska podpisała Deklarację rzymską.
W 2018 papież Franciszek zatwierdził Papieską Komisję po trzyletniej fazie ad experimentum i odnowił jej skład. Komizja rozpoczęła współpracę z dwoma globalnymi związkami zakonników i zakonnic, Międzynarodową Unią Przełożonych Generalnych (Kobiet) i Unią Przełożonych Generalnych (Mężczyzn). Ponadto Komisja pilotowała panele doradcze dla ocalałych i przeprowadziła ponad 100 inicjatyw edukacyjnych, formacyjnych i szkoleniowych w zakresie ochrony dzieci.
W 2019 papież przyjął propozycję Komisja ds. Ochrony Małoletnich i zaprosił przewodniczących konferencji biskupich z całego świata do Rzymu na spotkanie poświęcone ochronie nieletnich w Kościele a koncentrujące się na  odpowiedzialności oraz przejrzystości rozliczeń Kościoła wobec osób, które zostały wykorzystane. W maju 2019 papież ogłosił motu proprio Vos estis lux mundi zawierające procedurę postępowania w przypadku zawiadomienia o możliwości popełnienia przestępstwa seksualnego wobec osoby małoletniej lub bezradnej przez duchownych. 
W 2020 pomimo pandemii COVID-19 Papieska Komisja ds. Ochrony Małoletnich nadal pracowała analizując m.in. wpływ kwarantanny na dzieci i bezbronne osoby dorosłe w sytuacjach zagrożenia nadużyciami seksualnymi. 
We wrześniu 2021 roku, we współpracy z Konferencją Episkopatu Polski, Papieska Komisja zorganizowała w Warszawie konferencję Naszą wspólną misją ochrona dzieci Bożych, a przeznaczoną dla Kościołów Europy Środkowej i Wschodniej. Jednym z wymiernych rezultatów konferencji było utworzenie wśród Kościołów lokalnych międzynarodowej sieci ochrony (ECO).
W 2022 Komisja PCPM została włączona do Dykasterii ds. Nauki Wiary, zachowując odrębność za pośrednictwem swojego przewodniczącego i otrzymując kompetencje w zakresie przeglądu polityk i wytycznych dotyczących ochrony w Kościołach partykularnych.

## Dotychczasowy zarząd komisji

### Przewodniczący
- 2014–2025: kard. Seán O’Malley OFMCap
- od 2025: abp Thibault Verny

### Sekretarze
- 2014–2021: ks. prał. Robert W. Oliver
- 2021–2024: o. Andrew Small OMI
- od 2024: bp Luis Manuel Alí Herrera

### Podsekretarz
- od 2024: dr Teresa Morris Kettelkamp